# 尚德尼耶
尚德尼耶（法語：Champdeniers，法語發音：[ʃɑ̃dənje]；2018年之前名为尚德尼耶-圣但尼 (Champdeniers-Saint-Denis)）是法国德塞夫勒省的一个市镇，属于帕尔特奈区。

## 地理
尚德尼耶（46°29'3"N, 0°24'18"W）面积21.81 平方千米，位于法国新阿基坦大区德塞夫勒省，该省份为法国西部内陆省份，北起曼恩-卢瓦尔省，西接旺代省，南至夏朗德省和滨海夏朗德省，东临维埃纳省。
与尚德尼耶接壤的市镇（或旧市镇、城区）包括：拉沙佩勒巴通、谢尔沃、热尔蒙-鲁夫尔、马济耶尔昂加蒂讷、圣马克拉朗德。

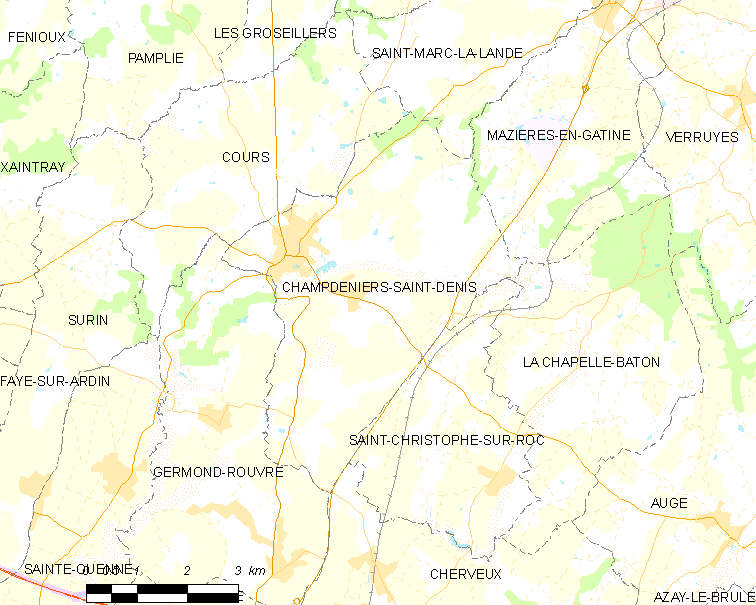
尚德尼耶的OSM定位图

尚德尼耶的时区为UTC+01:00、UTC+02:00（夏令时）。

## 行政
尚德尼耶的邮政编码为79220，INSEE市镇编码为79066。

## 政治
尚德尼耶所属的省级选区为欧蒂兹-埃格赖县。

## 人口

1962-2008年间尚德尼耶人口变化图示

尚德尼耶于2022年1月1日时的人口数量为1791人。